# 拉蒙特 (密西西比州)
拉蒙特（英語：Lamont）是位於美國密西西比州玻利瓦縣的非建制地區。

## 歷史
拉蒙特的郵局自1888年營運至今。

## 地理
拉蒙特所處的海拔為高於海平面37米（即122英呎），而該地所採用的時區為UTC-6，即北美中部時區（CST）。同時該地設有夏令時間，為UTC-6調快一小時，即UTC-5（CDT）。